# 尤氏眶鋸雀鯛
尤氏眶鋸雀鯛（學名：Stegastes uenfi），又稱尤氏高身雀鯛，為輻鰭魚綱雀鯛科眶鋸雀鯛屬下的一個種，分布於西南大西洋巴西海域，深度3公尺，棲息在沿海礁石區，以藻類和小型無脊椎動物為食，具有領域性，繁殖期時成對出現，雄魚會守護卵直到孵化，生活習性不明。